# Anna Langås Jøsendal
Anna Langås Jøsendal (* 29. April 2001 in Odda) ist eine norwegische Fußballspielerin, die seit 2022 bei Rosenborg Trondheim spielt.

## Karriere

### Klub
In ihrer Jugend spielte Anna Jøsendal in ihrer Heimat beim Odda FK und wechselte 2017 in die höchste norwegische Spielklasse zu Avaldsnes IL, wo sie anfangs noch hin und wieder in der zweiten Mannschaft spielte, ab 2018 aber fest im Kader der ersten stand. Seit der Saison 2022 steht sie bei Rosenborg Trondheim unter Vertrag.

### Nationalmannschaft
Ihr erster Einsatz für die A-Nationalmannschaft war am 25. Juni 2022 bei einem 2:0-Sieg über Neuseeland. Nach einem weiteren Einsatz wurde sie auch in den Kader bei der Europameisterschaft 2022 berufen. Sie wurde aber nur beim ersten Gruppenspiel gegen EM-Neuling Nordirland, das mit 4:1 gewonnen wurde, in der 89. Minute eingewechselt. Danach kassierten ihre Mitspielerinnen ohne sie gegen England mit 0:8 die höchste Niederlage ihrer Länderspielgeschichte. Durch eine abschließende 0:1-Niederlage, die erste überhaupt gegen Österreich, verpassten sie als Gruppendritte die K.-o.-Runde.
Am 19. Juni 2023 wurde sie für die WM-Endrunde nominiert, wurde in einem der vier Spiele ihres Teams eingesetzt und schied mit der Mannschaft im Achtelfinale gegen die Japanerinnen aus.